# Federico Gauffin
Federico Gauffín (Metán, provincia de Salta, Argentina, 1885 - † Salta, 5 de marzo de 1937) fue un escritor y periodista argentino.
Su padre era Emilio Gauffin, sueco de origen valón, y su madre Hermelinda Heredia Tamayo, salteña. Pasó los primeros años de su vida en la región del oriente salteño, en plena zona del denominado "Chaco salteño", experiencia que resultaría importante en su carrera. Relacionado con círculos literarios de Salta, se dedicó al periodismo y a la escritura literaria. También incursionó en la poesía y la prosa. 
Luego de padecer una larga enfermedad, falleció en Salta, el 5 de marzo de 1937.

## Obra
Federico Gauffin centra su narrativa en una región de naturaleza agresiva y virgen, desconocida hasta ese momento por la literatura. Así, Gauffin logra rescatar la presencia histórica del Chaco Salteño y plasmarlo en el campo de la literatura nacional. 
Algunos personajes-tipos de su obra son: indígenas matacos y chorotes, gauchos, inmigrantes, milicia de la campaña del desierto, entre otros.
Su novela "En tierras de Magú Pelá", publicada en Salta en 1932, cuenta la vida dura de los habitantes de las zonas bajas, próximas a los ríos Bermejo y Pilcomayo. Esta extensa novela relata las vivencias de Carlos Gilbert, el personaje principal, de sus obstáculos en una vida en el Chaco Salteño, también relata las amistades y "amoríos", de las consecuencias o malestar del clima. Un mundo de aventura, mucho sufrimiento y dolor sobre todo con los inocentes indios que habitan en el entorno de la región, y su amistad con Magú Pelá (significa Zorro Blanco) quien es jefe de todos los matacos del Pilcomayo.
Su novela "Los dos nidos" es una continuación de Magú Pelá fue publicada por entregas en la revista El Suplemento de Buenos Aires, en 1933 y luego íntegramente en 1975 por la Fundación Michel Torino.
Antes de su muerte dio a conocer una edición de versos inspirados en el anecdotario político de entonces, titulado "Al que le caiga el sayo".
Entre sus obras más conocidas:
- En tierras de Magú Pelá (1932) novela; ISBN 978-987-601-093-1
- Los dos nidos (1933) novela;
- Al que le caiga el sayo (1934) versos inspirados en el anecdotario político de la época;
- Alma perdida (1936) novela.